# Men of Israel
Men of Israel —en español: «Hombres de Israel»— es una película pornográfica gay estrenada el año 2009 por el estudio Lucas Entertainment y protagonizada por David Wright, Matan Shalev, Avi Dar, Naor Tal, Guy Ronen, Ninrod Gonen y Morr Foxx. La película se filmó en Tel Aviv, Haifa y otras locaciones en el desierto de Israel. Varios medios la destacaron como una película histórica, al ser la primera en contar con un elenco completamente israelí, mientras que la revista Tablet elogió la iniciativa de la productora por ser la primera en presentar un elenco totalmente judío. El director Michael Lucas —que es judío y obtuvo la nacionalidad israelí el 2009 tras hacer aliá— realizó la película como «un movimiento audaz para promover la cultura y el turismo israelí [...] al menos entre los hombres homosexuales» y con el fin de hacer «relaciones públicas gratuitas para Israel [...] mucho mejores que las relaciones públicas que están recibiendo en las noticias».

## Antecedentes
El director Michael Lucas nació en Moscú, República Socialista Federativa Soviética de Rusia, donde experimentó desde muy temprana edad el antisemitismo, lo que lo llevó a formar una fuerte conexión con su identidad judía y el Estado de Israel. Lucas es particularmente conocido por su activismo y franqueza al hablar sobre temas de la cultura judía y LGBT. Tras los ataques de Hezbollah en la guerra del Líbano de 2006, Lucas viajó a Israel para realizar un show y entretener a los soldados homosexuales, a quienes se les permite servir abiertamente en las Fuerzas de Defensa de Israel. Su viaje suscitó un debate en la sociedad israelí, y en particular